# Kowlūs
Kowlūs (persiska: کولوس, كُولوس) är en ort i Iran.   Den ligger i provinsen Västazarbaijan, i den nordvästra delen av landet, 700 km nordväst om huvudstaden Teheran. Kowlūs ligger 835 meter över havet och antalet invånare är 276.
Terrängen runt Kowlūs är platt åt sydost, men åt nordväst är den kuperad. Terrängen runt Kowlūs sluttar österut. Runt Kowlūs är det ganska glesbefolkat, med 39 invånare per kvadratkilometer. Närmaste större samhälle är Poldasht, 13,4 km öster om Kowlūs. Trakten runt Kowlūs består i huvudsak av gräsmarker.